# Il ciarlatano (film)
Il Ciarlatano (The Big Mouth) è un film comico del 1967 diretto e interpretato da Jerry Lewis. Uscì nei cinema il 12 luglio 1967 distribuito dalla Columbia Pictures.

## Trama
Gerald Clamson è un impiegato di banca appassionato di pesca. Sfortunatamente un giorno, mentre è in mare a pescare, si imbatte in un sub ferito che si rivela essere un gangster identico a lui di nome Syd Valentine. Syd racconta a Gerald dei diamanti che ha rubato ad altri gangsters e gli consegna una mappa.
Gerald si reca all'Hilton Inn di San Diego dove Syd gli ha detto che sono nascosti i diamanti. Qui incontra Suzie Cartwright, una hostess. Mentre è in cerca del bottino, deve nascondersi dal personale dell'albergo dopo aver inavvertitamente colpito il direttore, per far questo si traveste come il personaggio di Le folli notti del dottor Jerryll. Tutto questo cercando anche di sfuggire agli altri gangsters e facendo la corte a Suzie. Dopo un inseguimento dentro il grande parco acquatico di San Diego, il Sea World San Diego, i gangsters cacciano Syd nell'oceano, mentre Gerald e Suzie fuggono insieme, innamorati: i diamanti non verranno più ritrovati.

## Produzione
Il Ciarlatano venne girato tra il 5 dicembre 1966 e il 28 febbraio 1967 ed è il film di debutto sugli schermi di Charlie Callas.